# Ferdinand Callin

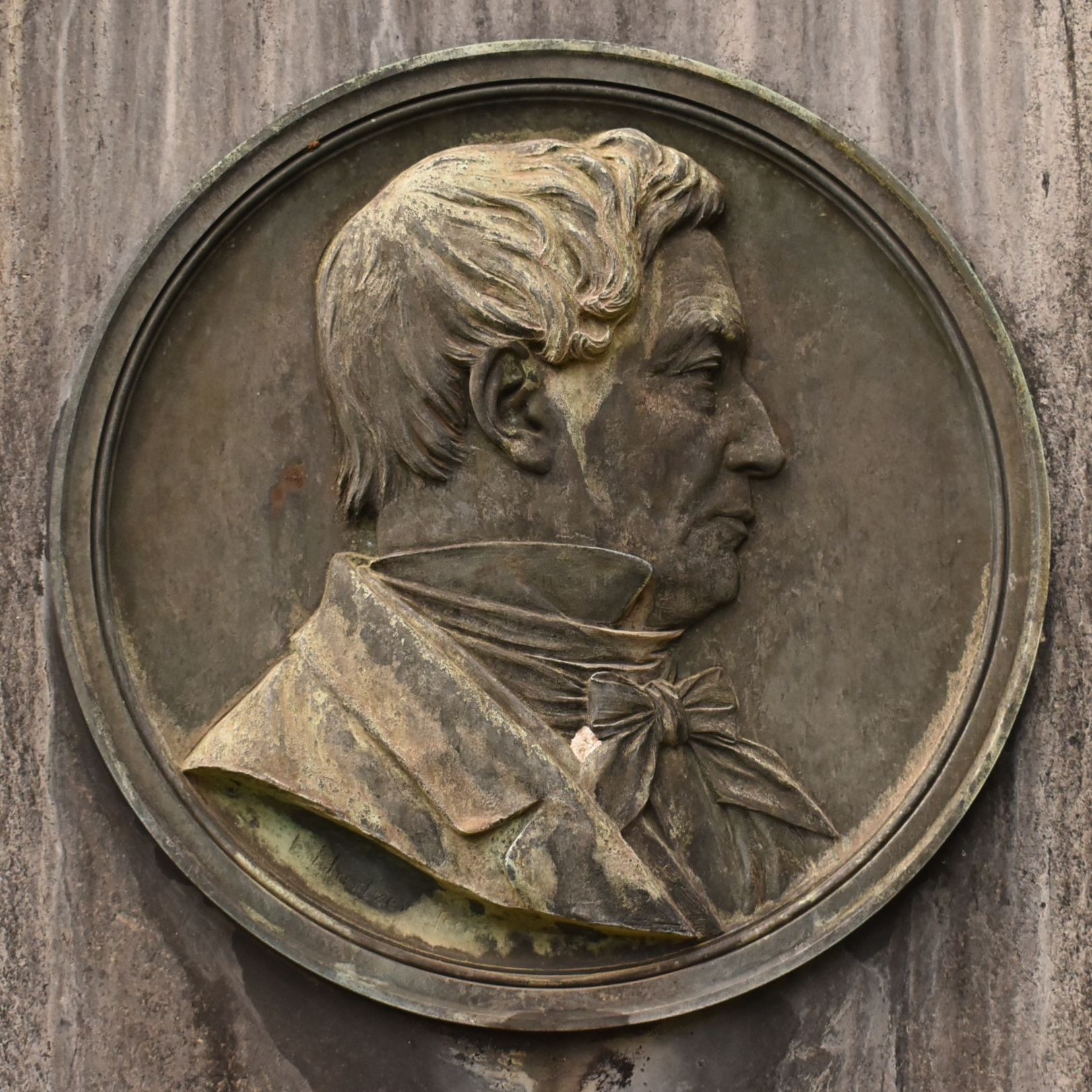
Ferdinand Callin, Bronzerelief von Ferdinand Hartzer am Ehrengrab auf dem Stadtfriedhof Engesohde in Hannover

Ferdinand August Callin (* 22. März 1804 in der Behre (heute Gemeinde Adelheidsdorf) bei Celle; † 10. März 1887 in Hannover) war ein deutscher Schuldirektor, Pädagoge und Publizist.

## Leben
Geboren 1804 in Celle besuchte Ferdinand Callin erst das Ernestinum Celle, dann das Ratsgymnasium Hannover. Von 1823 bis 1826 studierte er Theologie, Geschichte, Philosophie und Sprache an der Georg-August-Universität Göttingen.
Von 1828 bis 1836 arbeitete Callin als Lehrer in Kurland.
1839 ging Ferdinand Callin  nach Hannover, wo er als Hauptlehrer an der Höheren Bürgerschule tätig wurde. Ebenfalls 1839 protestierten die Mitglieder des hannoverschen Magistrats – ähnlich wie die Göttinger Sieben – im hannoverschen Verfassungskonflikt gegen die Aufhebung des Staatsgrundgesetzes durch König Ernst August von Hannover, indem sie mehrfach die Beteiligung an den Neuwahlen zur Ständeversammlung verweigerte und am 15. Juni 1839 auf der Bundesversammlung in Frankfurt am Main Protest gegen die Verhandlungen der 2. Kammer der Ständeversammlung einlegte – allerdings ohne Erfolg. In dieser Situation und während der sogenannten „Märzrevolution“ nahm Ferdinand Callin am 16. März 1848 an der Volksversammlung im Ballhof teil, durch die die „Zwölf Forderungen an den König“ verabschiedet wurden. Zugleich wurde Callin das führende Mitglied des im Ballhof gegründeten „Volksvereins“.
Im August 1848 war Callin Mitglied einer Delegation der vereinigten Volksvereine, die König Ernst August eine – von diesem nicht angenommene – weitere Petition überreichte. Im selben Jahr wurde Callin zum Vizepräsidenten des im Herbst 1848 gegründeten „Vaterländischen Vereins“ gewählt.
Nachdem 1850 in Hannover die städtische Mittelschule gegründet worden war, wurde Callin 1853 zu deren Direktor berufen. Unter seiner Leitung wurde die Schule – nachdem Preußen das Königreich Hannover 1866 annektiert hatte – 1868 umbenannt in Höhere Bürgerschule I.
Unterdessen hatte sich Callin, der politisch den Nationalliberalen nahestand, während des Katechismusstreits im Jahr 1862 in Gegnerschaft zu dem neuen Katechismus gestellt.
Wenige Jahre nach der Gründung des Deutschen Kaiserreichs wurde Callin 1874 in den Ruhestand versetzt. In dieser Lebensphase wurde er – als Nachfolger des Pastors Hermann Wilhelm Bödeker – zum Vorsitzenden des hannoverschen Tierschutzvereins, zuletzt zu dessen Ehrenpräsidenten gewählt.

## Ehrengrab
Nach Ferdinand Callins Tod wurde ihm ein Ehrengrab auf dem Stadtfriedhof Engesohde eingerichtet, in der heutigen Abteilung 30R, Grabnummer 5a-5b. Am 22. März 1889 – dem 85sten Geburtstag des Verstorbenen – wurde dort ein von seinen Freunden und Verehrern gestiftetes Grabdenkmal enthüllt mit einem von dem Bildhauer Ferdinand Hartzer geschaffenen Reliefporträt.

## Werke (Auswahl)
- Ferdinand Callin: Elementarbuch der Englischen Sprache, Hannover: Hahnsche Hofbuchhandlung, 1844
- Ferdinand Callin: Kleine Schulreden, 1849
- Ferdinand Callin: Die Landenge von Suez, in handelspolitischer Rücksicht, Aufsatz in: Schulprogramm der Höheren Bürgerschule Hannover, Hannover: Culemann, 1853
- Ferdinand Callin (Hrsg.): Hannoversches Schulblatt zur Verständigung zwischen Schule und Haus über Fragen des Unterrichts und der Erziehung, Zeitschrift mit den Jahrgängen 1863 bis 1867, verlegt in Hannover bei Riemschneider,[8] darin u. a.
  - Entwicklung des Vaterländischen Sinnes (1863), S. 118ff.[3]
- Ferdinand Callin: Rückblick auf die fünfzehnjährige Geschichte der Mittelschule, Hannover: Culemann, 1868
- Ferdinand Callin: Thierfreundliche Geschichten. Ähren, gelesen auf mancherlei Feldern, Hannover: Carl Meyer, 1877–1878

## Callinstraße
Ein schon um das Jahr 1870 vorhandener Gartenweg in der Nordstadt von Hannover, der dann ein Teil der Hahnenstraße wurde, wurde  zu Ehren des ehemaligen Mittelschuldirektors 1887 umbenannt in Callinstraße.